# کادی‌کوی (یورغیر)
کادی‌کوی (به ترکی استانبولی: Kadıköy) یک منطقهٔ مسکونی در ترکیه است که در یورغیر واقع شده‌است.